# 苏德汉
苏丹（又称苏德豪扎伊帕坦）是自由克什米尔蓬奇、苏达诺提、巴格和科特利地区的主要部落之一，据称起源于普什图地区。定居在自由克什米尔的苏达诺提帕坦人主要是萨杜扎伊部落的一个重要分支，萨杜扎伊部落于公元 14 世纪从阿富汗迁移而来，建立了现在的自由克什米尔苏达诺提地区，并在此统治了数百年      
 